# 阿索的故事

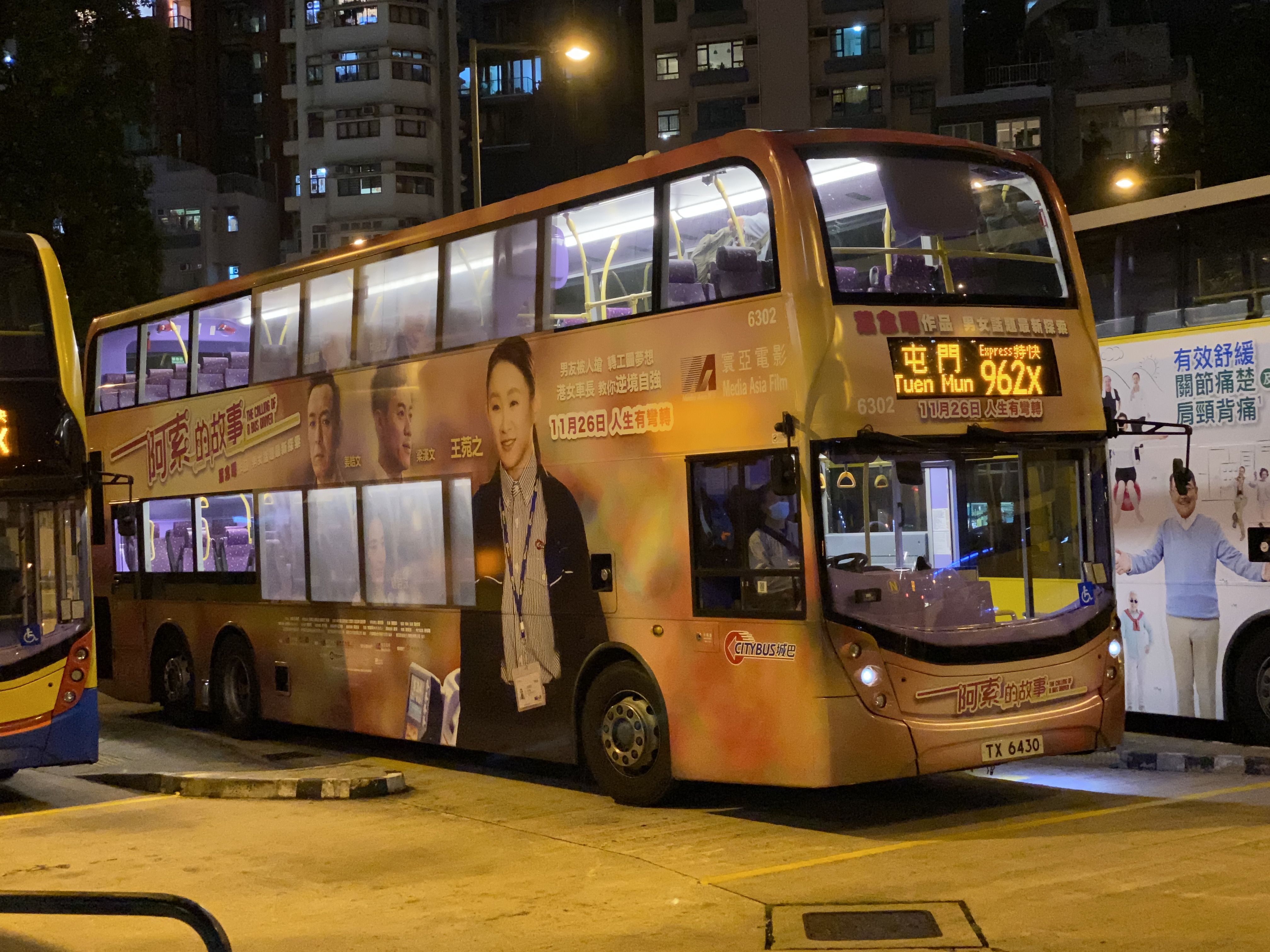
城巴一台披有本片廣告的Enviro500 MMC

《阿索的故事》（英語：The Calling of a Bus Driver）是一套於2020年上映的香港電影，由葉念琛執導，王菀之、林盛斌、姜皓文、梁漢文及蔡潔主演。該電影獲得城巴及香港駕駛學院支援拍攝。

## 演員表
| 演員   | 角色           | 簡介                              |
| ------ | -------------- | --------------------------------- |
| 王菀之 | 阿索           | Suki 全稱「蔣九索」，城巴巴士車長 |
| 林盛斌 | 斌哥           | 城巴巴士車長                      |
| 姜皓文 | 李振民         | 「復仇聯盟」計劃者                |
| 梁漢文 | 陳志高         | 「陳三益」辣椒醬太子爺            |
| 蔡潔   | 琪琪           | 內地外資公司生意顧問              |
| 唐詩詠 | 阿寶           | 「李振民」前妻                    |
| 袁富華 | 大飛哥         | 城巴巴士站長                      |
| 邵音音 | 金枝           | 「蔣九索」婆婆                    |
| 文雪兒 | 玉珍           | 「蔣九索」媽媽                    |
| 夏韶聲 | 勝強           | 「蔣九索」爸爸 CD光碟店舖負責人   |
| 方力申 | 方四萬         | 「蔣九索」小學同學 運動健將       |
| 梁釗峰 | 阿倫           | 城巴巴士車長                      |
| 吳崇銘 | 阿達           | 城巴巴士車長                      |
| 莊思敏 | Janet          |                                   |
| 莊思明 | Lisa           |                                   |
| 孫慧雪 | Amy            |                                   |
| 林秀怡 | Maggie         |                                   |
| 戴耀明 | 酒店經理       |                                   |
| 陳婉衡 | 巴士公司職員   |                                   |
| 盧峻峯 | 阿權           |                                   |
| 麥芷誼 | 唱片碟職員     |                                   |
| 謝可逸 | 大舊           |                                   |
| 馮奕森 | 阿基           |                                   |
| 鄧智堅 | 家輝           |                                   |
| 楊詩敏 | 阿敏           |                                   |
| 李楓   | 祥嫂           |                                   |
| 岑珈其 | 外賣仔         |                                   |
| 林小美 | 外賣仔女友     |                                   |
| 蘇偉泉 | 九仔           |                                   |
| 陳欣妍 | 細鳳           |                                   |
| 蔡家杰 | 「陳三益」店員 |                                   |
| 陳展安 | 阿強           |                                   |
| 曹英發 | 鄧伯           |                                   |
| 路芙   | 巴士車長       |                                   |
| 黃國華 | 律師           |                                   |
| 莫穎彤 | 護士           |                                   |

## 電影歌曲
- 『在巴士相遇』（主題曲）
  - 作詞：陳少琪
  - 作曲：鄧智偉
  - 編曲：Johnny Yim
  - 監製：鄧智偉
  - 主唱：方力申、黃淑蔓

## 軼事
- 該電影為葉念琛繼《我的筍盤男友》後，再次執導的香港電影[1]。
- 為配合電影拍攝，導演要求王菀之、林盛斌二人考取巴士牌照，結果順利考獲[2]。
- 城巴旗下一輛Enviro500 MMC(車隊編號6302/車牌TX6430)為配合電影宣傳而披上此電影之全車身廣告，王菀之在11月3日的宣傳活動上駕駛此車作另類宣傳。
- 新巴城巴其後邀請王菀之以「阿索車長 / Captain Suki」的名義作粵語 / 英語車廂廣播，呼籲乘客讓座予有需要人士。
- 飾大飛哥的袁富華於巴士為使臨盆在即的蝦頭分散注意力，而向飾演外賣仔的岑珈其不斷追問茶餐廳套餐價錢，最後以一向「你唔係外賣仔」作結，巧合地袁富華同樣有在《喜劇之王》演出並説出同一段對白，有「致敬」和幽默效果。
- 繼2004年九巴支援拍攝的亞視劇集《八號巴士站站情》，相隔16後再次出現以巴士為題材的影視作品。同樣是談「情」，《八》談的是巴士司機的人情味，《阿》談的是女性失戀過後逆境自強。
- 1997年香港影視紅星伍詠薇曾拍攝電影《飛一般愛情小說》使用中華巴士公司車隊編號LM10，當時中華巴士公司司機是由時任車長替代駕駛戲份。
- 電影中姜皓文的角色李振民取出一些女性內衣時，被阿索問及其來源，他回答：「翠絲嘅！」。姜皓文在此2018年電影中飾演變性人，後改名為翠絲。

## 大事記
- 2020年10月22日：發佈電影預告片[3]。
- 2020年11月3日：電影公司於城巴西九龍車廠進行宣傳[4][5]。

## 獎項
| 年份 | 颁奖典礼                   | 奖项       | 姓名   | 结果 |
| ---- | -------------------------- | ---------- | ------ | ---- |
| 2021 | 第27屆香港電影評論學會大獎 | 最佳女演員 | 王菀之 | 提名 |
| 2021 | 第27屆香港電影評論學會大獎 | 最佳女演員 | 蔡潔   | 提名 |

## 外部連結
- 《阿索的故事》的Facebook專頁
- 香港影庫上《阿索的故事》的資料（繁體中文）
- 豆瓣电影上《阿索的故事》的資料 （简体中文）